# Paradoxo de enriquecimento
O paradoxo do enriquecimento se refere a um enriquecimento de recurso num modelo predador-presa. Nessa teoria, num simples modelo predador-presa, o enriquecimento de um recurso pode tirar um ambiente de seu estado estacionário de capacidade de carga de uma população e o aumento dessa população pode causar o aumento da população de suas presas também e transformar aquela comunidade em ciclos que reduzem os números das populações em números cada vez menores, podendo levar um ou mais níveis tróficos à extinção.

## Soluções para o paradoxo
A discrepância entre a teoria do paradoxo de enriquecimento e as observações nos sistemas naturais promoveu investigações que geraram outras teorias de mecanismos de soluções para tal paradoxo.

### Presença de presa não comestível
Nessa teoria, o sistema apresenta a presença de uma segunda espécie de presa não comestível para o predador, mas que também depende do recurso enriquecido, dessa forma, a nova presa compete com a outra pelo recurso e controla o crescimento da população da presa comestível mantendo assim a estabilidade das populações de ambos os níveis tróficos.

### Presença de presa invulnerável
Alguns indivíduos na população de presas podem ser inacessíveis aos predadores do sistema formando assim uma população divida em presas vulneráveis e invulneráveis. O enriquecimento dos recurso resulta no aumento da população de presas invulneráveis que acaba doando indivíduos para a classe vulnerável da população. Esse sistema tem uma característica de "doador controlador" e sua dinâmica tem um potencial altamente estabilizador.